# H・H・ホームズ
H・H・ホームズ（英: H. H. Holmes）ないしドクター・ヘンリー・ハワード・ホームズ（英: Dr. Henry Howard Holmes）の名前で知られるハーマン・ウェブスター・マジェット（英: Herman Webster Mudgett、1861年5月16日 - 1896年5月7日）は、「シリアルキラー」（連続殺人鬼）として記録された最初期の人物のひとりである。彼は27件の殺人を自供したが、彼が明かした「殺人の被害者」には存命者もおり、結局9件のみ立証された。一般には200人もの被害者がいるとされているが、この数は1940年代に発行されたパルプ・マガジン（安価な大衆誌）を通じてしか確認できない。多くの被害者は、シカゴ万国博覧会の会場から3マイル (4.8 km)ばかり西に位置し、「ワールズ・フェア・ホテル」（英: World's Fair Hotel）と呼ばれたホームズ所有の複合ビルで殺されたと伝わるが、証拠からはホテル部分で実際に営業していたことは有り得ないと示唆されている。シリアルキラーとしての一面はさておいても、ホームズはペテン師や重婚者として成功しており、シカゴだけで50件以上の訴訟沙汰になり得るほどだった。
今日彼の犯罪譚として語り継がれる逸話は、元々フィクションだったものを後世の作家たちが事実と誤認したものが多い。一方で、2017年に彼の伝記を出版したアダム・セルザーは、ホームズの物語は「事実上、アメリカの新しいほら話だ—そして他の素晴らしいほら話と同じように、真実という核に由来している」と記している。

## 出生から青年時代まで
ホームズは1861年5月16日に、ハーマン・ウェブスター・マジェット（英: Herman Webster Mudgett）としてニューハンプシャー州ギルマントンで生まれた。両親のレヴィ・ホートン・マジェット（英: Levi Horton Mudgett）とシオデイト・ペイジ・プライス（英: Theodate Page Price）は、どちらもこの地区に初めて入植したイギリス人の子孫だった。マジェットは夫婦にとって3人目の子どもで、姉エレン、兄アーサー、弟ヘンリーの4人きょうだいだった。ホームズの父は農家の生まれで、当時は農業・貿易業・家屋の塗装業を請け負っており、両親は敬虔なメソジストだった。後に「シリアルキラー」となった彼を語る幼少期の逸話には、動物を拷問していた、暴力的な父の虐待に苦しんでいた、などの話が記録されているが、彼の子ども時代に関する当時の目撃証言には、これらの話を裏付けるものは無い。
ホームズは16歳で高校を卒業し、ギルマントンや同州オールトンで教鞭を執った。1878年7月4日には、オールトンでクララ・ラヴァリング（英: Clara Lovering）と結婚した。1880年2月3日には、同州ラウドンで息子ロバート・ラヴァリング・マジェット（英: Robert Lovering Mudgett）が生まれている。成人後、ロバートは公認会計士となり、フロリダ州オーランドの市政担当者として働いた。
18歳でホームズはバーモント州バーリントンのバーモント大学に入学したが、大学に満足せずわずか1年で退学した。1882年にはミシガン大学医学部に入学し、試験に合格して1884年6月に卒業した。在学中、彼は当時解剖学の主任実地教授を務めていたハードマン教授の解剖学教室で働いていたが、学生の間では遺体の全てが合法的に取得された訳ではないと噂されていた。また、ホームズはニューハンプシャーで、人体解剖の著名な支援者として知られるネイハム・ワイト（英: Dr. Nahum Wight）の元で研修していた。数年後、殺人の疑いを掛けられながら保険金詐欺のみ立証されたホームズは、保険会社から詐取するために大学の遺体を使ったことを認めている。また同居人からはホームズがクララに対して暴力的だったとの証言があり、1884年に彼が大学を卒表した後、クララはニューハンプシャーに戻った（このため「後の彼についてはほとんど知らない」とする手紙が残っている）。ホームズはニューヨーク州ムーアズ・フォークに移ったが、この後ホームズが行動を共にしていた少年が後に失踪したという噂が広まった。彼は少年について、マサチューセッツ州の自宅に戻ったのだと主張しており、何の捜査も行われなかったが、ホームズは直後に町を離れた。ホームズは次にフィラデルフィアへ向かい、ノリスタウン州立病院で守衛職を得たが、わずか数日で辞めてしまった。続いてフィラデルフィアの薬局で働き始めたが、彼が働いている間に、少年がこの薬局で購入した薬物で中毒死するという事件があった。ホームズは子どもの死に関与していないと否定したが、またしても即座に町を離れた。シカゴに移る直前、彼は以前の詐欺被害者に見つけられて通報される事態を避けようと、ヘンリー・ハワード・ホームズ（英: Henry Howard Holmes）との偽名を使い始めることにした。
まだクララとの結婚が継続していた1886年遅くに、ホームズはミネソタ州ミネアポリスで、ペンシルベニア州出身のマータ・ベルクナップ（英: Myrta Belknap、1862年10月生まれ）と結婚した。彼はマータとの結婚から数週間後に、クララとの離婚届けを書いたが、離婚は彼の死まで成立しなかった。マータとの間には、1889年7月4日に、シカゴ・エングルウッドで娘のルーシー・シオデイト・ホームズ（英: Lucy Theodate Holmes）が生まれている（ルーシーは成人後教師になった）。ホームズはマータ・ルーシーと共にイリノイ州ウィルメットで暮らし、ビジネスを行うため多くの時間をシカゴで過ごした。1894年1月17日には、クララ・マータとの婚姻が継続していながら、コロラド州デンバーでジョージアナ・ヨーク（英: Georgiana Yoke）と結婚した。マータとの婚姻中、彼はクララの不貞を理由に彼女と離婚するための訴訟を起こしたが、主張は立証できず訴訟も無駄骨となった。現存する書類からは、訴訟についてクララへ一切通知されなかったことが示唆されている。

## イリノイへの移住、そして「殺人の城」
ホームズは1886年8月にシカゴへ到着し、エングルウッドに程近い、サウス・ウォレス・アベニューと西63番ストリートの南西角にある、エリザベス・S・ホルトンの薬局にやってきた。ホルトンはホームズに仕事を与え、ホームズの側も勤勉な従業員としてこれに応え、最終的に店を買い取った。この際、ホルトンの夫である老人が妻と共に姿を消したとする書籍も複数存在するが、実際のドクター・ホルトンは、ホームズより少し年上で同じくミシガン大学を卒業した人物であり、ホームズのエングルウッド生活から、彼の処刑後である20世紀まで存命していたと記録が残っている。このためホームズがホルトン夫妻を殺害したという噂は全くの作り話である。

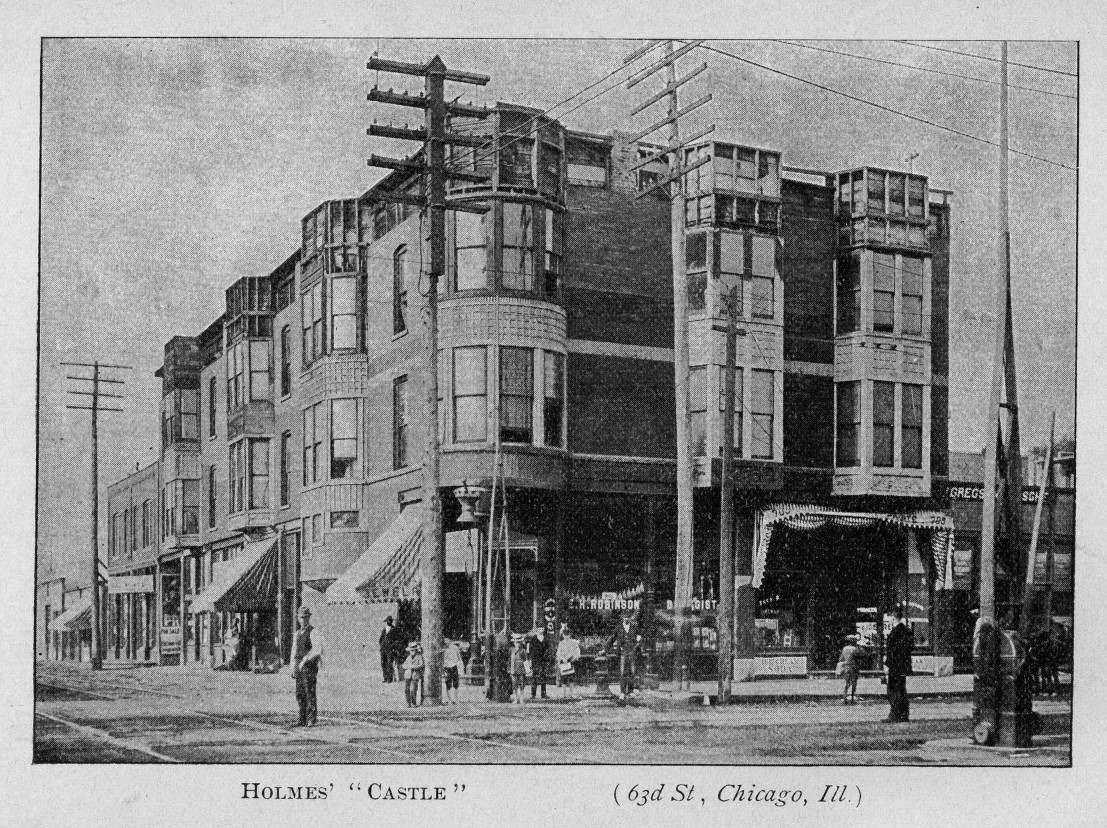
ホームズによる「城」"Castle"

ホームズは薬局の向かいにあった空き地を買い取って、1887年から2階建ての雑居ビルを建て始め、まず2階に薬局の新店舗を含む小売店を開設した。ホームズは建築業者・鉄鋼業のエトナ・アイアン・アンド・スティール（英: Aetna Iron and Steel）への支払を拒み、1888年には訴訟に発展した。1892年には3階が増築され、ホームズは出資者や業者たちに、翌年に迫ったシカゴ万国博覧会期間中にホテルとして用いる予定だと話していたが、ホテル部分が完成することはなかった。建築業者だったトビー・ファーニチュアや、シュルツ・アンド・ヒルシュ・マットレスは、ホームズが支払いもしていない自分たちの商品を、隠し部屋や建物中の廊下に隠していることに気付いた。業者による調査は地元でニュースになり、宝石業者がこの記事を見せたことで、ビル全体をホテルとして使おうとしていた出資者たちは次々に手を引いた。1893年8月13日の夜には3階部分で火事が発生したが、従業員や長期在住者など数人がビル内にいただけで済んだ。少なくとも4社が、ホームズに対し支払の義務が無いとしてビルに関する保険条項の訴訟を起こした。
ディアボーン・ストリート（英: Dearborn Street）のケミカル・バンクで働いていた頃、ホームズは前科者の大工で自作の石炭入れを展示していたベンジャミン・ピツェル（英: Benjamin Pitezel）と出会い、親しい仲になった。ホームズはピツェルを自分の犯罪の右腕として使っており、後に地方検事は、「ピツェルはホームズの道具だ……やつの家畜だ」と表現している。
この頃ホームズが手に掛けたひとりが、彼の愛人だったジュリア・スミス（英: Julia Smythe）だった。彼女の夫だったネッド・コナー（英: Ned Conner）は、ホームズのビルに転居して、彼の薬局の宝石コーナーで働いていた。ホームズはスミスとの交際を始め、コナーはこれに気付いた後、スミスと彼女の娘だったパール（英: Pearl）を残し、仕事を辞めて転居した。スミスはパールの養育権を得てホテルに残り、ホームズとの情事を続けた。スミスと娘のパールは1891年のクリスマスに忽然と姿を消し、ホームズはスミスが妊娠中絶で亡くなったのだと詰られたが、2人に何が起こったか裏付ける証拠は無い。同様にホームズの愛人だったエメリン・シグランド（英: Emeline Cigrande）も、1892年5月から働き始め、この年のクリスマスに失踪している。
1893年初頭、ミニー・ウィリアムズ（英: Minnie Williams）と名乗る元女優がシカゴへ移り住んできた。ホームズは彼女に職業紹介所で出会ったことがあると主張したが、数年前にボストンで知り合いになっていたのだと噂が流れた。彼は自分のホテルで個人的な速記人になってくれないかと持ちかけ、彼女の側もこれを了承した。ホームズはウィリアムズを説得し、彼女がテキサス州フォートワースで所有する不動産を、「アレクサンダー・ボンド」（英: Alexander Bond、ホームズの変名）と名乗る男に譲渡するという証書を得た。1889年4月、ウィリアムズは不動産譲渡証書を制作し、ホームズはこれの公証人となった（ホームズは後に、ピツェルに「ベントン・T・ライマン」との変名を与え、この証書を彼に売り渡している）。翌月、ホームズとウィリアムズは、互いに夫婦だと称してリンカーン・パークのアパートメントを借りた。このアパートにはミニーの姉妹であるナニーが訪れており、ナニーは7月に、おばへ「ブラザー・ハリー」（英: Brother Harry、義理の兄弟ハリーの意味）とヨーロッパ旅行に行く計画があると書き送った。しかしながら、ミニーもナニーも、1893年7月5日以来忽然と失踪している。

## 確保と逮捕

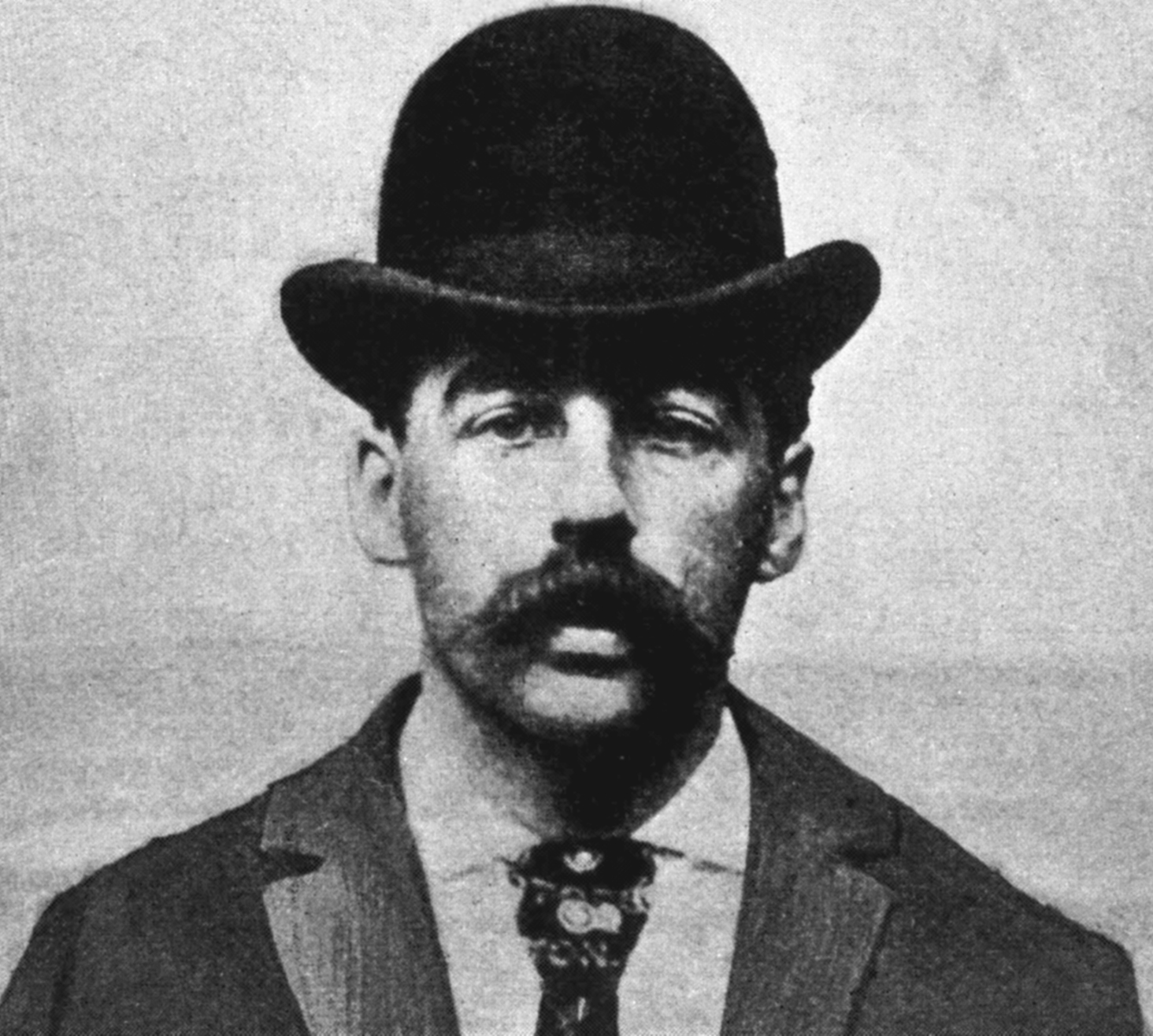
ホームズのマグショット、1895年

保険会社に放火の疑いで訴訟を起こされたホームズは、1894年7月にシカゴを離れた。彼はウィリアムズ姉妹から受け継いだ地所があるフォートワースに再び現れた。ホームズはシカゴで作ったような「城」をまた建てようと画策し、多くの業者から詐欺を働いた。完成した建物は、シカゴの建物をひとまわり大きくしたような形だった。
ホームズは1894年7月に逮捕され、ミズーリ州セントルイスで抵当に入っている商品を売ったとして、初めて短期間の禁固刑を受けた。彼は当初保釈を試みたが、監獄で25年の刑を言い渡された列車強盗のマリオン・ヘッジペスと知り合った。ホームズは自身の死を偽装して、保険会社から1万ドル（2023年時点の$352,154と同等）の保険金を詐取する計画を立てた。ホームズはセントルイスの若い弁護士だったジェフサ・ハウ（英: Jeptha Howe）に指示を出した。ハウは当時兄アルフォンソ・ハウの元で勉強しており、アルフォンソはホームズやピツェルの犯罪に一切関知していなかったものの、ジェフサはこの計画に興味を覚えた。しかしながら、ホームズが偽装死するという計画は、保険会社に疑われて支払を拒まれたため失敗する。ホームズはこの件について訴訟は起こさず、代わりに同じ計画を協力者のピツェルで行うことにした。

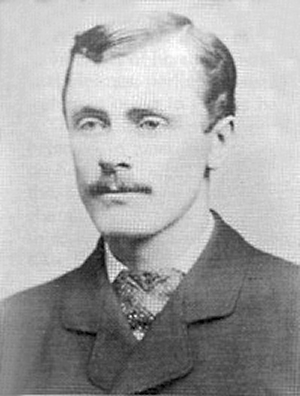
ベンジャミン・ピツェル

ピツェルはホームズの偽装死計画に賛同し、妻が1万ドルの保険金を受け取れるようにし、後にホームズ・ハウに一部を分割する計画を建てた。計画はフィラデルフィアで実行され、発明家の「B・F・ペリー」（英: B.F. Perry）という偽名を用いたピツェルが、実験室での爆発で死亡するという筋書きにされた。ホームズには、爆発で損なわれたピツェルの遺体として相応しい死体を調達する必要があったが、代わりにクロロホルムで失神させ、ベンゼンを用いてピツェルもろとも焼いてしまった。ホームズは、クロロホルムで彼を失神させた後、火を点けるまでピツェルは生きていたのではないかと示唆する告白をしている。続いて彼は、ピツェル本人の遺体を用いて保険金を受け取り、何も知らないピツェル夫人を巧みに騙して、5人の子どものうち3人（アリス、ネリー、ハワード）の養育権を搾取した。ピツェル夫人には、長女と生まれたばかりの赤ん坊の養育権だけが残された。後にホームズの審理で示された法医解剖の結果では、クロロホルムはピツェルの死後投与されており（保険会社はこのことに気付かなかった）、ホームズが殺人の疑いを掛けられないように自殺を偽装したのだと考えられている。
ホームズとピツェル家の子どもたちは、アメリカ合衆国北部を旅してカナダに向かった。同時にホームズは、複数の変名を使いつつ、ピツェルがロンドンに隠れていると騙しながら、3人の子どもの行方を隠しつつ同じようなルートでピツェル夫人と旅をした。カナダに入国する直前のデトロイトでは、ピツェル夫人と子どもたちがわずか数ブロックの距離にいたこともあった。彼は無謀な移動をもう何度か繰り返し、犯罪について何も知らない自分の妻とも旅をしていた。ホームズは後の告白で、アリスとネリーを大きなトランクに入れ、外から鍵を掛けてふたりを殺したと述べている。彼はトランクの蓋に穴を空け、ホースを用いて穴とガスパイプを繋ぎ、少女たちを窒息させた。その後裸にしたふたりの遺体を、賃貸住宅の基礎へ埋め込んだとしている。フィラデルフィアの刑事だったフランク・ガイヤーはホームズの後を追ってトロントに辿り着き、アリスとネリーの腐乱死体がセント・ヴィンセント・レーン16番地の地下室にあることを見つけた。浅く埋められた遺体を掘り起こした後、ガイヤーはネリーの足が無くなっていることに気付いた。ネリーが先天性内反足と判明した後、ガイヤーは身元の判明を防ぐため、ホームズが彼女の足を切り取ったのではないかと推察した。その後ガイヤーは、ホームズがコテージを借りたインディアナポリスに辿り着いた。ここではホームズが、ハワードを殺す為に用いた薬を地元の薬局で買ったという通報と、放火の前に遺体を刺したナイフを研ぐため修理店に立ち寄っていたという通報が寄せられていた。コテージの煙突下からは、ハワードの歯とわずかな骨が見つかった。
1894年、警察はホームズの元同房者でジェフサ・ハウを紹介した見返りを踏み倒されたヘッジペスから密告を受けた。ホームズの連続殺人は、1894年11月17日にボストンで、フィラデルフィアから付けてきたピンカートン探偵社にホームズが逮捕されたことで終わりを告げた。彼にはテキサス州での馬泥棒で令状が出ており、当局はこの件を捜査していたが、一方のホームズは冷静に、何も知らない3番目の妻と高飛びする準備を着々と進めていた（つまり、ホームズは犯罪について知らない3つのグループと国内を移動して回っていたことになる）。
アリスとネリーの死体が見つかった後の1895年7月、シカゴの警察・記者たちは、「城」"The Castle" と呼ばれたホームズのビルを捜査し始めた。扇情的な報道が多数なされた一方で、ホームズがシカゴで犯罪を犯したという証拠はひとつも見つけられなかった。彼の伝記を書いたセルザーによれば、建物で一連の拷問用具が見つかったという話は、20世紀に形作られたフィクションであるという。
1895年10月、ホームズはベンジャミン・ピツェルを殺した罪で審理にかけられ、有罪・死刑判決が下された。判決までに、ホームズがピツェル家の子どもたちも殺したことが明らかになっていた。彼の有罪判決によると、ホームズはシカゴ・インディアナポリス・トロントでの27件の殺人（彼が告白した殺人には「被害者」が存命だったケースも含まれていた）、6件の殺人未遂を告白したとされている。ホームズは告白に際してハースト・コーポレーションから7,500ドル（2023年の$275,000に相当）を受け取ったが、これはすぐに意味の無いものとなった。ホームズは自分の人生に関して矛盾する発言を繰り返しており、当初無実だと主張していたが、後にはサタンに憑依されたのだと述べた。嘘つきがちな彼の性格のせいで、記者たちは彼の証言が本当か検証するのに苦労した。監獄で告白を書いている間、ホームズは収監以来自分の顔貌がどれほど劇的に変わったか言及している。彼は自分の新しく険しい顔貌について「ぞっとするようでサタンを思わせる」（英: "gruesome and taking a Satanical Cast"）と表現し、自らの所業全てが、自分の見かけを悪魔に似せてきたのだと確信している旨を書き残している。また自分の顔の片方が「深い犯罪という線で形取られ、悪魔の様相をしている」とも述べている。
1896年5月7日、ホームズはピツェルを殺害した罪で、モヤメンシング刑務所（別名：フィラデルフィア郡刑務所）にて絞首刑にされた。処刑に際し、ホームズは穏やかで愛想良く、恐れや不安、抑うつ症状などはほとんど見せなかったという。一方で、自分の身体が墓泥棒に盗まれ解剖に使われないようにと、遺体はセメント詰めにして10フィート (3.0 m)の深さに埋めてほしいとも求めたという。ホームズは首が折れずに苦しみながらゆっくりと死んでいったとされ、処刑から20分後に死亡宣言されるまで15分以上も痙攣し続けていたとされている。

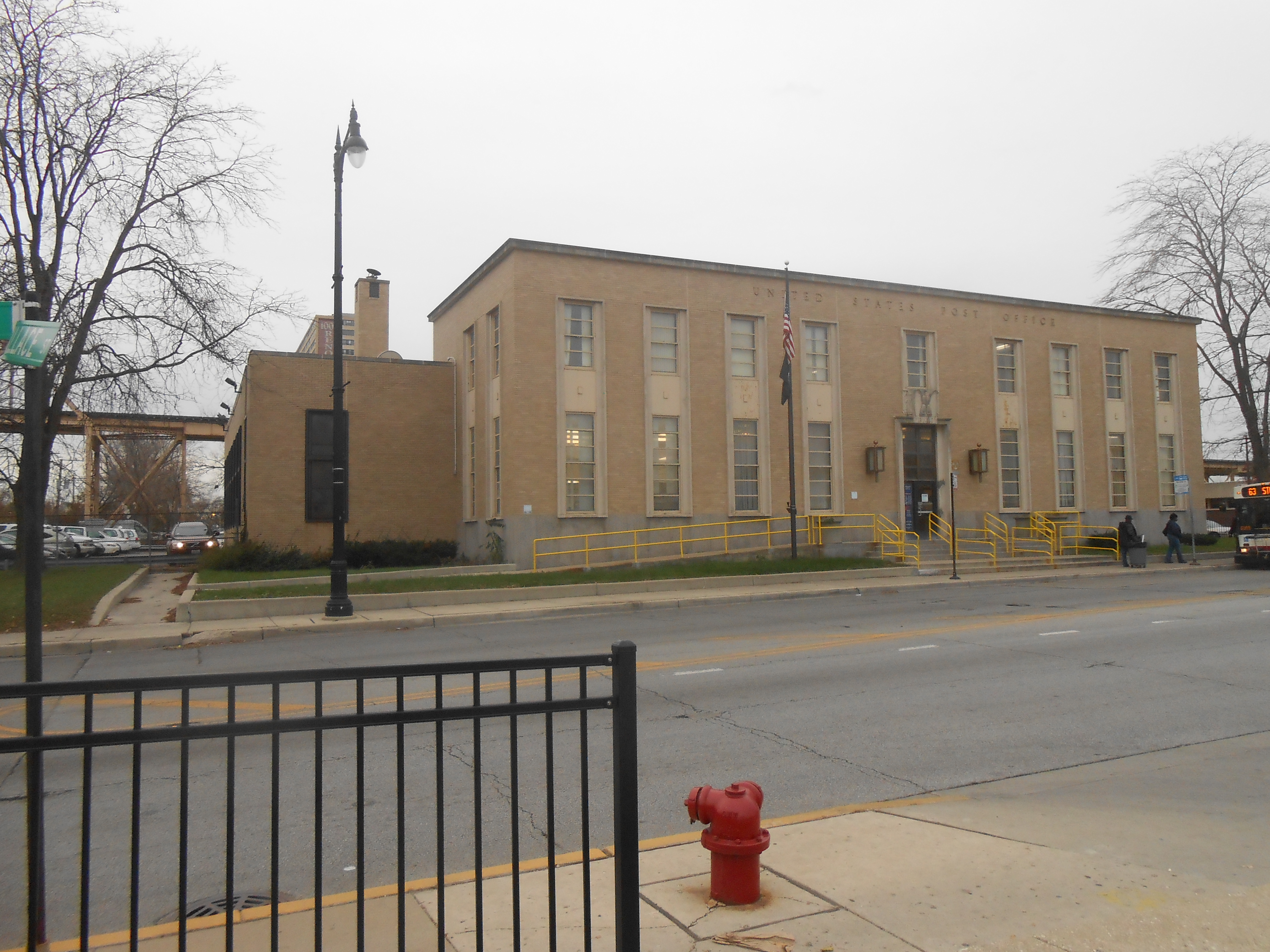
エングルウッドにある郵便局。1939年に、ホームズがかつて建てた「殺人の城」の敷地を一部使って建設された

1909年の大晦日、ホームズの所業を密告したヘッジペスは、シカゴのサルーンで強盗を働き、警官のエドワード・ジャブレク（英: Edward Jaburek）に射殺された。
1914年3月7日には、『シカゴ・トリビューン』で、ホームズの「殺人の城」の管理者を務めていたパトリック・クインランが死亡し、「ホームズの城の謎」（英: "the mysteries of Holmes"）が闇に葬られたと報じられた。クインランはストリキニーネを煽って自殺を試み、遺体は「眠れないんだ」（英: "I couldn't sleep."）とする書き置きと共に寝室で発見された。クインランの親戚は、彼が数ヶ月前から「何かに取り憑かれ」（英: "haunted"）、幻覚を見ていたようだと語っている。
ホームズの「殺人の城」は、1895年8月に謎の火事に見舞われた。『ニューヨーク・タイムズ』の記事によれば、8時から9時頃に、裏口から入る2人の男が目撃されており、彼らはそれから30分後に逃げるように建物から出て来たとされている。複数回の爆発があった後に建物から出火し、後の調査で建物の裏手から半分空になったガス缶が見つかったという。建物は火事に耐え、1938年に取り壊されるまでそのまま残された。現在ホームズのビルがあった場所にはアメリカ合衆国郵便公社のエングルウッド支店が存在する。

## メディア・文化利用
ホームズの犯罪は当時から悪名高く、国際的に広く認知されている。ホームズの犯罪に対する関心は、2003年にエリック・ラーソンが発表した『悪魔と博覧会』で再燃し（日本では2006年に出版）、ホームズの犯罪とシカゴ万国博覧会の計画から実施までを併記したこのノンフィクションはベストセラーになった。ホームズを扱った作品としては、1975年にデイヴィッド・フランクが発表した "The Torture Doctor"、1994年にハロルド・シェクターが出版した "Depraved: The Shocking True Story of America's First Serial Killer"、ハーバート・アズベリーが発表した "Gem of the Prairie: An Informal History of the Chicago Underworld" の1章である "The Monster of Sixty-Third Street"（1940年、1986年に再版）などが挙げられる。アズベリーの著作では1890年代のタブロイドが多く扱われ、「200人の被害者」やホームズによるホルトン殺害、「城」で見つかった多くの拷問用具などの描写が存在するが、2017年にホームズの伝記を出版したセルザーによれば、これはアズベリー自身の空想の産物であるという。しかしながら、アズベリーの描写は後のホームズに関するイメージの大きな基礎となっており、ラーソンの本でもアズベリーの表現が複数箇所で正確に引用されている。
1974年にホラー作家ロバート・ブロックが発表した小説『アメリカン・ゴシック』は、ホームズの話を基にしたフィクションである。2003年には漫画家のリック・ギアリーが、"The Beast of Chicago: The Murderous Career of H. H. Holmes" と銘打ったグラフィックノベルを出版している。アダム・セルザーが2017年に出した伝記 "H. H. Holmes: The True History of the White City Devil" は、彼の人生を広範にわたってカバーし、フィクションから離れて実際の人生を追おうとするものである。

### 映画
- ホームズに関するドキュメンタリー映画 "H. H. Holmes: America's First Serial Killer" (en) は、2004年に発表され、トニー・ジェイがナレーションを務めた。映画の制作・監督を務めたジョン・ボロウスキ（英語版）は、ホームズに関する本として "The Strange Case of Dr. H. H. Holmes" を発表している[46]。
- 2017年のホラー映画『ヘヴンハースト（英語版）』Havenhurst では、架空の現代のホームズの継承者が題材となっている[47]。
- レオナルド・ディカプリオがホームズを演じる映画 "Devil in the White City" は、ラーソンの書いた同名ノンフィクションを元に、マーティン・スコセッシ監督、ビリー・レイ脚本で制作されると報じられている[48][49]。映画では1893年のシカゴ万国博覧会に向けたダニエル・バーナムの建設作業と、ホームズの「城」が描かれる[50]。その後、2022年8月には、キアヌ・リーブス主演で再交渉が行われていると報じられた[51]。

### テレビ番組
- 2006年11月に放送された『スーパーナチュラル』第2シーズン第6話では、ホームズの魂がフィラデルフィアのアパートメントをさまよっており、今でも殺人を犯しているとされる。調査を進めたウィンチェスター兄弟とジョー・ハーベルはトンネル内でホームズの魂を捕らえ、2度と他人に危害を加えられないようにする。
- ドキュメンタリーシリーズ "America's Serial Killers: Portraits in Evil" では、"Killers Without Conscience" と題された回でホームズが扱われた。ドキュメンタリーでは、ホームズ譚が1932年の映画『ドクターX（英語版）』に影響を与えたのではないかと推測されている[52]。
- イギリス・チャンネル5のドキュメンタリー "Slaughtered at the Murder Hotel" は、2013年7月17日に放送された[53]。
- ヒストリー・チャンネルが2013年7月に放送した『ホーンテッド・ヒストリー（英語版）』第1シーズン第3話では、ホームズと彼の「殺人の城」に焦点が当てられた[54][55]。
- 2015年の『アメリカン・ホラー・ストーリー：ホテル（英語版）』は、『アメリカン・ホラー・ストーリー』シリーズの第5シーズンに当たる。この作品ではホテルが舞台とされ、登場人物の1人ジェームズ・マーチ（演：エヴァン・ピーターズ）はホームズをモデルにしているとされている[56][57]。
- 『ヘルヴェーター（英語版）』第1シーズン第3話は2015年11月に放送され、出場者たちがホームズの話・殺人に挑む展開となっている。
- 『SHERLOCK（シャーロック）』第4シリーズ第2話の『臥せる探偵』（2017年1月8日放送）では、シャーロック・ホームズの敵であるカルヴァートン・スミスが、H・H・ホームズに感化されて殺人用の病院を建設したことを明かす。
- 2017年1月16日に放送された『タイムレス』の第1シーズン第11話 ("The World's Columbian Exposition") では、ワイアット・ルーファスという2人の登場人物がジョエル・ジョンストン演じるホームズの「殺人の城」へ誘われるシーンがある[58]。

### ラジオ番組
- 1943年8月3日に放送された『ライツ・アウト（英語版）』のエピソード "Murder Castle" は、ホームズの犯罪に端を得たと報じられているが、漠然とした扱いしかしていない[59]。番組自体はアーチ・オボラー（英語版）の手による初期のラジオ・ホラー・シリーズである。

### 劇場
- ボルティモア・ロック・オペラ・ソサエティ（英語版）は、ホームズの話を元にロック・オペラ "Murdercastle" を書き下ろし、2013年5月に上演した[60]。
- 2015年6月には、マンハッタン・レパートリー・シアター（英: The Manhattan Repertory Theatre）で、ホームズの人生を扱ったジャレド・マラード（英: Jared Mallard）の戯曲 "Amongst the Monsters" が上演された[61]。

### その他のメディア
- 作家のアントニー・バウチャーは、殺人ミステリーや雑誌のレビューを書く際の筆名として、1940年代に「H・H・ホームズ」"H. H. Holmes" 名義を使用していた。
- 作曲家のリビー・ラーセン（英語版）が2010年に発表した連作歌曲集 "The Peculiar Case of Dr. H. H. Holmes" はホームズが題材になっている[62]。
- パソコン・ゲーム『シャドウラン・リターンズ（英語版）』では、エメラルド・シティ・リッパー（英: the Emerald City Ripper）と呼ばれるシリアルキラーが「H・H・ホームズ」との変名を用いており、彼の1番の子分は「ピツェル」"Pitezel" との名前である[63]。
- 芸術家のホリー・カーデンは「殺人の城」の絵を描き、513ピースのジグソーパズルにして2016年1月11日から販売している[64]。